# Simon Renard
Pour les articles homonymes, voir Renard (homonymie).
Simon Renard de Bermont, né en 1513 à Vesoul, mort le 8 août 1573 à Madrid, est un diplomate franc-comtois. Il fut notamment conseiller de l'empereur Charles Quint et de son fils Philippe II d'Espagne, comtes de Bourgogne.
Il fut ambassadeur d'Espagne en France et en Angleterre. En Angleterre, il organisa le mariage de la reine Marie Tudor avec le futur roi d'Espagne Philippe II.

## Biographie

### Jeunesse et début de carrière
Simon Renard est né à Vesoul, probablement au n°43 de l'actuelle rue Georges-Genoux. Il étudia à Dole, puis Louvain. Il devint docteur en droit et exerce en tant qu'avocat à Vesoul puis devint par la suite lieutenant général du grand Bailliage d'Amont, plus haute fonction militaire et juridique de ce qui correspond aujourd'hui à la Haute-Saône. Il réside alors dans une demeure qui porte son nom, actuellement dans le Vieux-Vesoul.

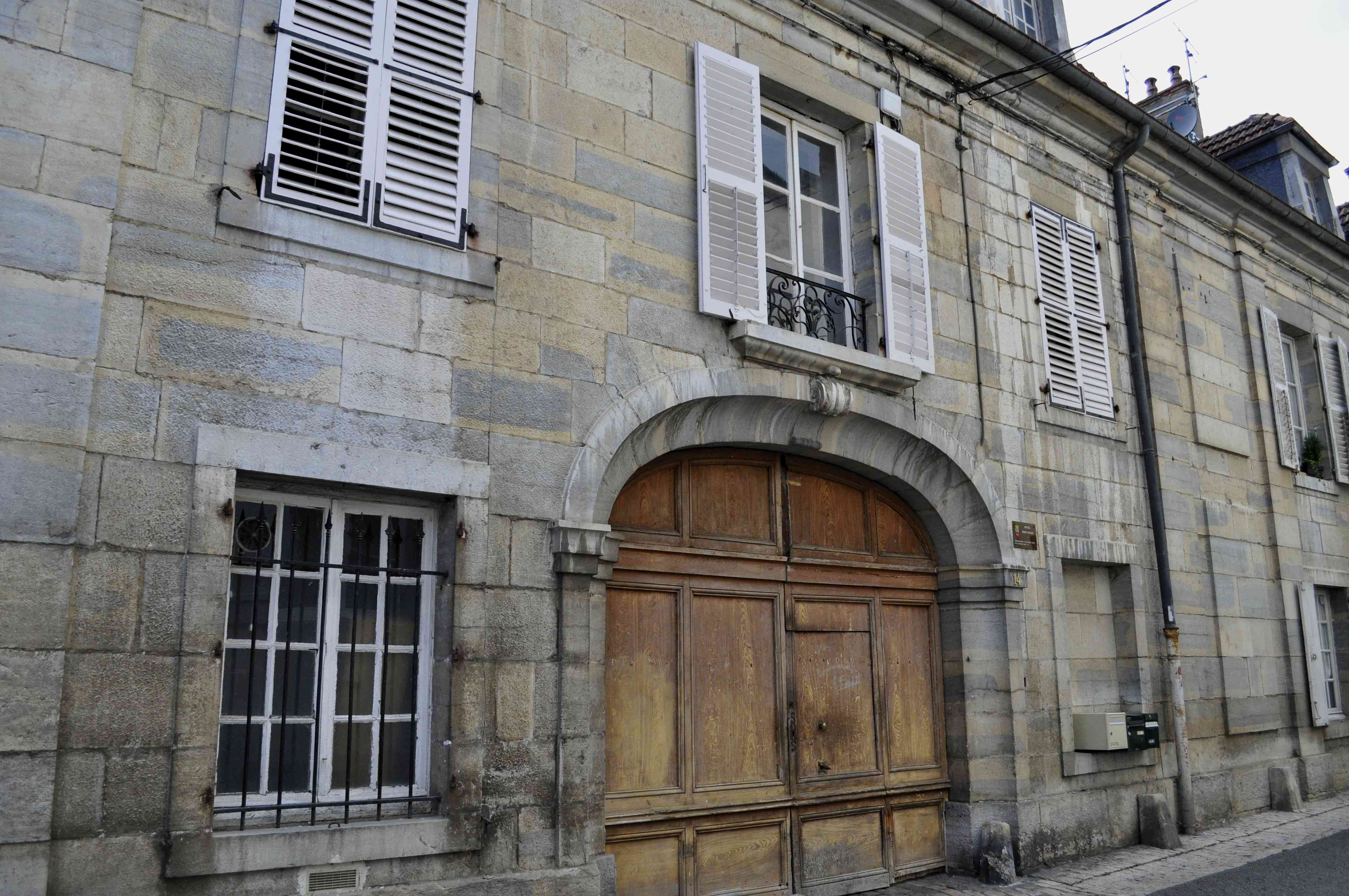
L'hôtel Simon Renard à Vesoul.

Pendant la ligue de Smalkalde, Simon Renard « fut du nombre des gentilshommes comtois qui allèrent volontairement combattre dans l'armée de Charles-Quint, en Allemagne. Ces braves passèrent l'Elbe à la nage et battirent les confédérés à Mulberg, en 1547 ». Cette circonstance le fit connaître particulièrement de l'empereur. Nicolas Perrenot de Granvelle et son fils Antoine, qui précédemment avaient su l'apprécier, le présentèrent à l'empereur. « Il était savant en droit et en diplomatie. Il avoit un esprit vif, entreprenant et courageux ». Charles-Quint le fit chevalier, maître des requêtes, et le nomma son ambassadeur en France, en 1548. La même année, il entra au Conseil privé de Charles Quint, conseil chargé des grands enjeux politiques et composé de juristes dévoués à l'Empereur, par opposition au Conseil d'État, représentant l'aristocratie.

### Ambassade et espionnage en France
En mai 1549, en tant qu'ambassadeur de l'Empereur à Paris, il écrit divers rapports sur les négociations entre Français et Anglais pour terminer la guerre dite de Rough Wooing, les plans Français pour prendre et fortifier l'île d'Aurigny et sur l'avancement d'autres guerres. Parmi ses informateurs, il en nomme trois par les noms de code Mars, Mercure, et le Capitaine. Il est possible que le Capitaine soit le capitaine Marin qui, avec son frère Ippolito - l' homme de Lyon- et le colonel Melun de Crémone, un exilé de Milan, qui espionnait également pour le compte de son collègue Jean de Saint Mauris. La source de Marin provenait de son neveu au service de Coligny. Mercure et le Capitaine offrirent des informations sur les faiblesses des Français et des fortifications du Piémont.

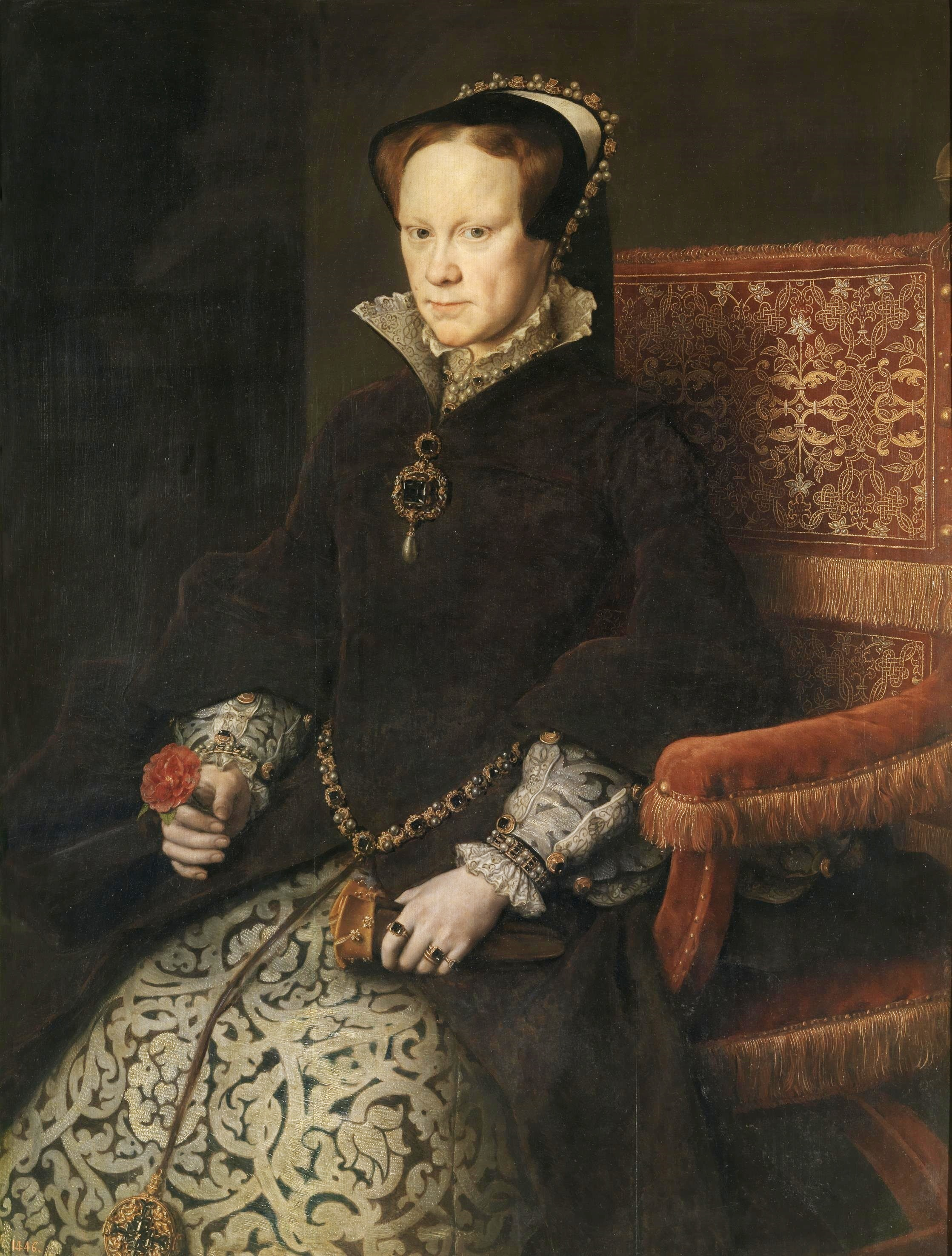
La reine Marie, 1554, par Antonio Moro, portrait envoyé par Simon Renard à Philippe II.

En 1552, Renard participe aussi au concile de Trente, où, envoyé par l'Empereur, il demande aux Évêques de Mayence et de Cologne de se retirer afin de laisser la possibilité d'une réconciliation avec les protestants.

### Mariage de Marie Tudor avec Philippe II
En juin 1553, à la suite de l'accession de Marie au trône d'Angleterre, Simon Renard fut nommé ambassadeur d'Espagne en Angleterre. Poste prestigieux mais qui n'est pas rétribué et qui l'oblige à quitter sa famille, restée à Bruxelles.
Dès les premiers jours du nouveau règne, il prit à la cour une influence prépondérante, égale sinon supérieure à celle des ministres. Il prêchait à la reine la prudence en matière de religion — conseil qu'elle était peu encline à suivre — mais incitait à la rigueur sur le plan politique.
La reine qui, âgée de trente-sept ans, « était encore célibataire et n’aurait eu aucun amant », montrait de l’intérêt pour un mariage avec le futur roi d'Espagne, Philippe II. Le Conseil des Lords se divisait en deux partis. Les premiers voulaient la restauration rapide du catholicisme et un mariage avec un Anglais, les seconds recommandaient la prudence religieuse et l’union avec un prince étranger, parti mené par Simon Renard. Simon Renard fut l'artisan privilégié du mariage de Marie et Philippe II. Il fit échouer en particulier le complot dit de Wyatt et conseilla d'en punir les principaux instigateurs, y compris Elisabeth, pourtant héritière du trône.
Simon Renard avait donné le projet de mariage avec le Prince espagnol, il le fit réussir, et il eut l'honneur de représenter Philippe II lors de son mariage avec la reine, le 9 juin 1554, avant le mariage solennel un mois plus tard quand le prince fut présent.

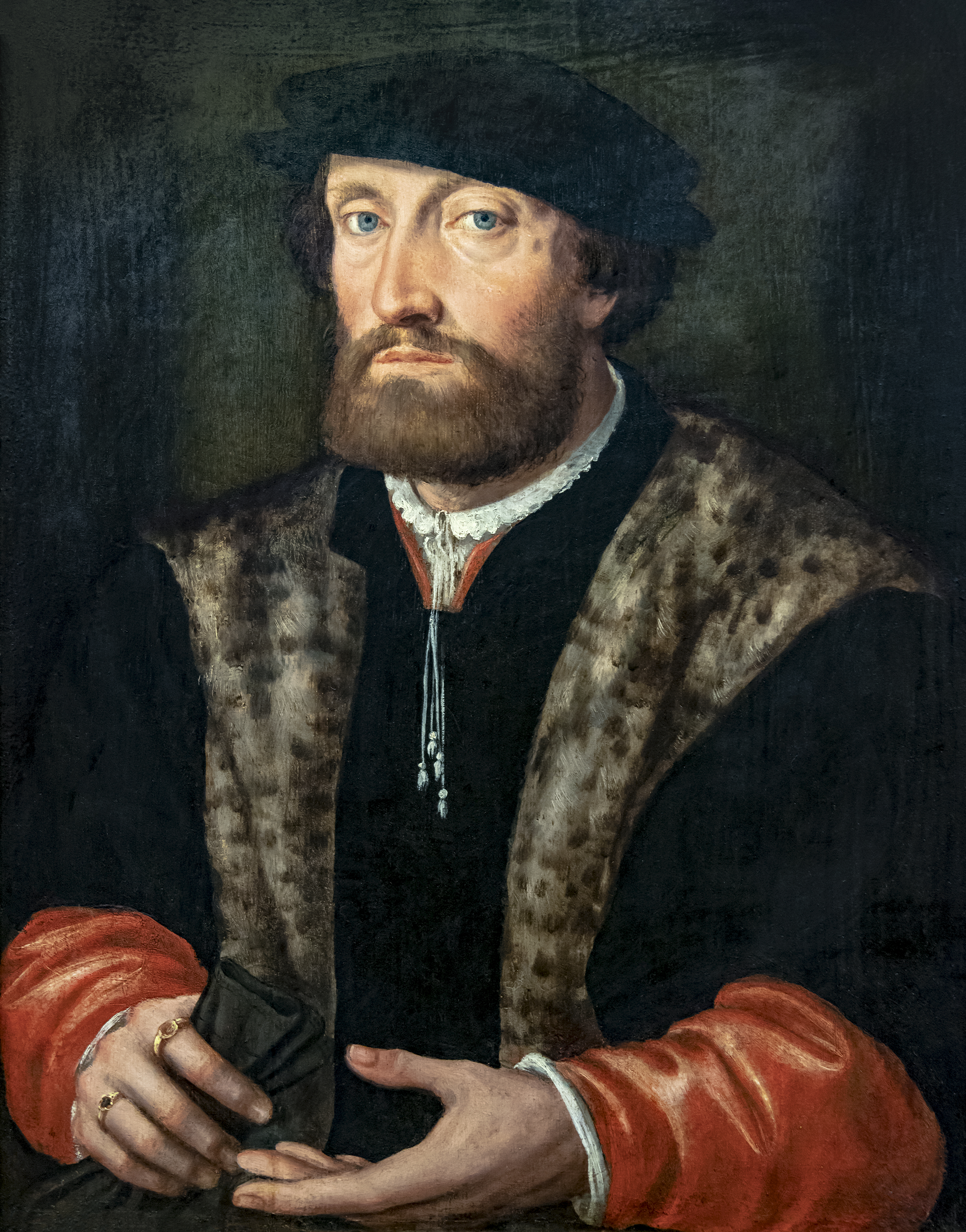
Portrait du cardinal Granvelle par Frans Floris.

Quand il devint clair que Philippe II et Marie n'auraient pas d'enfant, Renard changea sa position et pria Marie de se réconcilier avec Elisabeth et de la reconnaître comme héritière du trône. Bien que Renard n'appréciât pas Elisabeth, il s'agissait avant tout d'éviter que le trône ne passa à l'héritière suivant, Marie Stuart, reine d'Écosse qui était alors identifiée aux intérêts français du fait de son mariage avec François II.
Victor Hugo a repris cet épisode et l'a fortement romancé dans sa pièce Marie Tudor.

### La Crise des Pays-Bas
Au retour de son ambassade d'Angleterre, par patente du 17 novembre 1555, il entra au Conseil d'État à Bruxelles.
Simon Renard fut nommé ministre plénipotentiaire, et convint, en cette qualité, de la trêve de Vaucelles avec Henri II en 1556. Il fut envoyé une seconde fois ambassadeur en France en 1556.

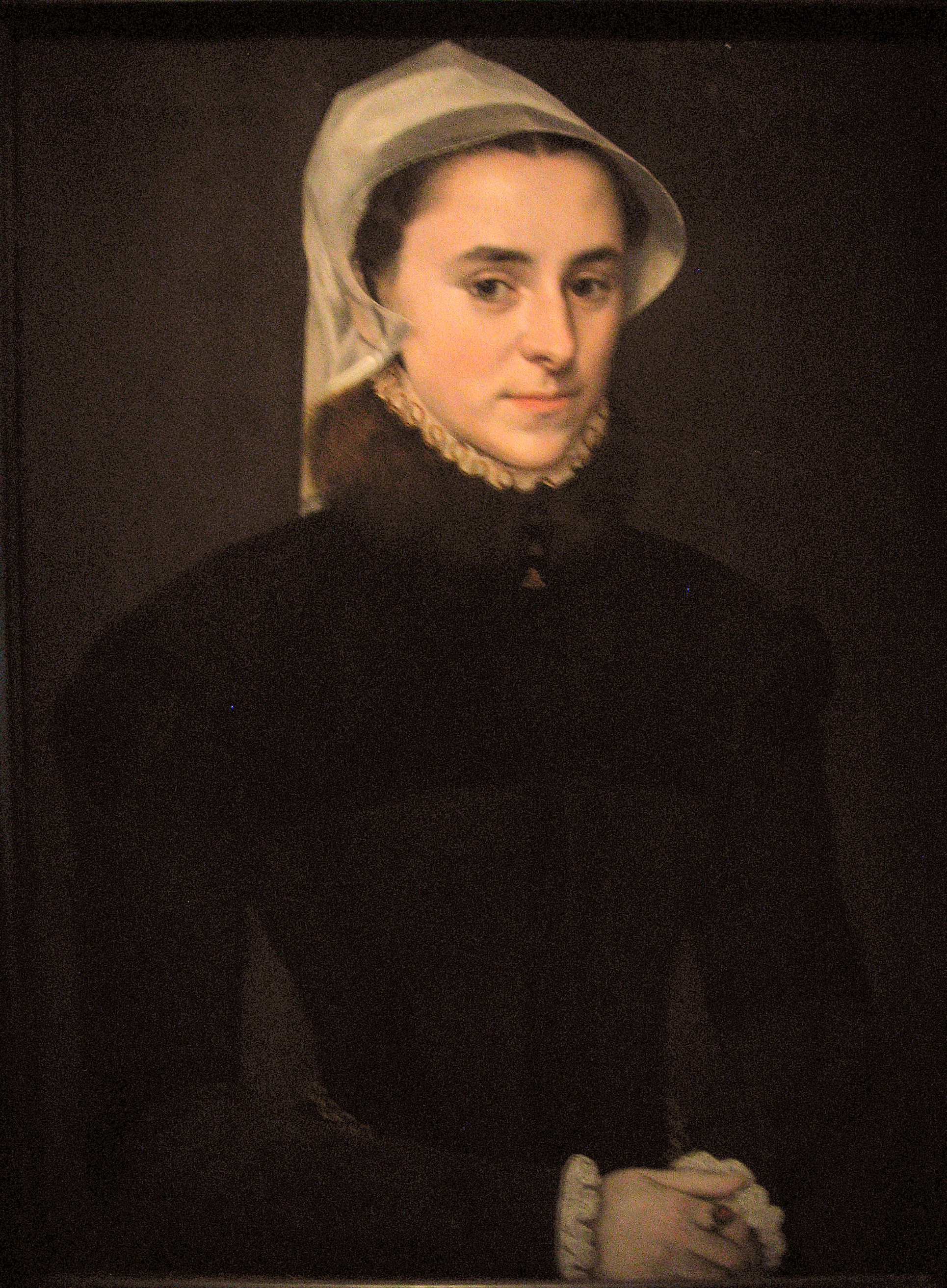
Jeanne Lullier, femme de Simon Renard.
Portrait par Antonio Moro (1557).
Musée du Temps de Besançon.

À l'abdication de Charles Quint, l'amitié avec le cardinal Granvelle se transforma alors en solide inimitié, le cardinal ternissant ainsi la réputation de Renard auprès du roi Philippe en 1559, en l'accusant d'influence anti-espagnole et en rappelant les problèmes de son secrétaire, compromis avec la France.
Pratiquement, Renard, après 1559, n’eut plus d’ambassade jusqu'à la chute de Granvelle. Il resta aux Pays-Bas où il se rapprocha de la noblesse néerlandaise, qui n’appréciait pas d’être écartée des décisions importantes.
La Réforme faisait de grands progrès aux Pays-Bas. Renard s'opposa fortement à la politique du cardinal Granvelle, sur l'application du concile de Trente et de l'Inquisition aux Pays-Bas. Il prôna une position plus souple avec la noblesse néerlandaise, qui ne fut pas comprise du cardinal Granvelle. Cette opposition assez vive se termina par le renvoi du cardinal dans ses terres en mars 1564. Simon Renard fut proposé par la haute noblesse néerlandaise pour remplacer le cardinal au Conseil d'État mais le roi s'y opposa, montrant que la suspicion envers lui était toujours tenace. Simon Renard fut mandé d'aller en Franche-Comté mais demanda à aller à Madrid car le cardinal tenait le comté sous sa coupe.

### Simon Renard en Espagne
Il alla présenter au roi Philippe II sa position sur les Pays-Bas et arriva en Espagne en janvier 1566. Il fut reçu en audience le 12 mai 1566, présentant une image des nobles hollandais plus positive que celles que recevait traditionnellement le roi. À la suite de cette audience, il écrivit un mémoire où il donne une « très belle image de la situation des Pays-Bas ». Son mémoire plaide pour l'application de la paix d'Augsbourg sur les terres de Philippe, ce qui se traduirait par l'obligation d'être catholique sur ses terres. Il plaide aussi pour la convocation des États généraux.
Néanmoins, la position intransigeante et centralisatrice sortit victorieuse et entraîna le soulèvement des Pays-Bas.
La chute du cardinal Granvelle n'a donc pas eu de conséquences particulièrement favorables pour Simon Renard et la fin de sa vie est plus confuse. Selon d'autres sources, il est disgracié, à la suite de dissensions avec notamment Antoine de Granvelle, et se retrouve dans la pauvreté.
Le 8 août 1573, à Madrid, il meurt dans son lit,.

## Armoiries
« D'azur à l'ancre d'argent (ou d'or à la trabe d'argent) accompagnée de deux dauphins plongeants du même, mordant les branches de l'ancre, et passés en sautoir ; au chef triangulaire d'or chargé d'une aigle (bicéphale) d'azur,».
Simon Renard a été anobli en 1548 avec le titre de chevalier.